# 比马拉·查利哈
比马拉·普拉萨德·查利哈（英語：Bimala Prasad Chaliha，1912年3月26日—1971年2月25日），是印度政治家，曾担任阿萨姆邦首席部长、阿萨姆邦立法议会议员。